# Rat-tat-tat
「Rat-tat-tat」（ラタタ）は、三代目 J SOUL BROTHERS from EXILE TRIBEの初の配信限定デジタル・シングルである。2019年9月19日にrhythm zoneから発売された。

## 概要
- メンバーのNAOTOと山下健二郎がアンバサダーに就任した、ユニバーサル・スタジオ・ジャパン期間限定イベント「ユニバーサル・サプライズ・ハロウィーン」内で行われる「ゾンビ・デ・ダンス」のテレビCMソング[3]。
- CMでNAOTOと山下がゾンビの集団を従えて踊るダンスの振り付けは、メンバーの小林直己が考案した[4]。
- 2019年10月8日に「ゾンビ・デ・ダンス」のスペシャルイベントをユニバーサル・スタジオ・ジャパンで開催。NAOTOと山下、大量に出現したゾンビ＆モンスター、そして、特別招待ゲスト約1000人と一体となって、「Rat-tat-tatダンス（ラタタダンス）」を踊った[5]。
- 2020年1月29日にミュージック・ビデオを公開。ミュージックビデオのディレクターは小山巧[6]。ミュージックビデオには、ゲストとしてローランド等が出演[7]。また、動画投稿アプリTikTokの総再生回数で、2億超を記録[8]。
- 後に発売するアルバム『RAISE THE FLAG』にて初CD化された。ミュージック・ビデオも初DVD/Blu-ray化した。
- 2020年2月、音楽配信で10万ダウンロードを突破し、日本レコード協会からゴールド認定された[9]。
- 2022年1月、ストリーミングで5000万再生を突破し、日本レコード協会からゴールド認定された[10]。
- 2020年9月から11月に開催された、ユニバーサル・スタジオ・ジャパン「ハロウィーン・イベント2020」にて、"ソーシャルディスタンス・ラタタ"として、さらに進化を重ね、新たなスタイルで、パークに登場した[11]。

## チャート成績
「Rat-tat-tat」はiTunesなどの主要音楽配信チャート12部門で1位を獲得し、Billboard Japan Download Songsで週間2位を獲得した。

## 収録曲
1. Rat-tat-tat [2:30]
作詞：ZERO(YVES&ADAMS), Ricky Luna, Rolando Luna, Deekei、作曲：Ricky Luna, Rolando Luna, Deekei
  - ユニバーサル・スタジオ・ジャパン ZOMBIE de DANCE HALLOWEEN HORROR NIGHTS CMソング

## 収録アルバム
| 収録アルバム            | 楽曲        | 曲順 |
| ----------------------- | ----------- | ---- |
| RAISE THE FLAG          | Rat-tat-tat | 7    |
| BEST BROTHERS (DISC-02) | Rat-tat-tat | 11   |